# Državna cesta D72
Die Državna cesta D72 (kroatisch für Nationalstraße D72) ist eine kurze Hauptstraße in Kroatien.

## Verlauf
Die Straße führt von der Državna cesta D53 in Slavonski Brod über Svačićeva und I. G. Kovačića nach N. Zrinskog an der Državna cesta D423.
Die Länge der Straße beträgt 2,7 km.